# Lake Fergus
Der Lake Fergus ist ein Gebirgssee im Southland District der Region Southland auf der Südinsel von Neuseeland.

## Namensherkunft
Der See wurde am 4. Januar 1889 von William Henry Homer und George Barber nach Thomas Fergus benannt, einem Abgeordnete für den Wahlkreis Wakatipu. Angeblich sollen beide dafür eine kurze Zeremonie abgehalten und dann auf seine Gesundheit etwas getrunken haben. Homer wurde später bekannt, nachdem der Homer Tunnel nach ihm benannt wurde.

## Geographie
Der Lake Fergus befindet sich westlich des nördlichen Ausläufers der Livingstone Mountains und nördlich angrenzend an dem Lake Gunn, der nur rund 500 m entfernt liegt. Der See, der auf einer Höhe von 483 m liegt, erstreckt sich über eine Fläche von 53,4 Hektar und dehnt sich über eine Länge von rund 2,4 km in Südsüdwest-Nordnordost-Richtung aus. An seiner breitesten Stelle misst der schmale und längliche See rund 330 m und der Seeumfang beträgt rund 5,19 km.
Der See wird entlang des Ufers an seiner Westseite vom New Zealand State Highway 94 begleitet, der auch unter dem Namen Te Anau Milford Highway bekannt ist.
Verschiedene kleine Gebirgsbäche speisen den See und seine Entwässerung findet an seinem südlichen Ende über einen rund 500 m langen Abfluss in den Lake Gunn statt.